# Skikda (stad)
Skikda (Arabisch:  سكيكدة ) is een stad in het noordoosten van Algerije en een haven aan de Golf van Stora, het oude Sinus Numidicus. Het werd tot aan het einde van de Algerijnse Onafhankelijkheidsoorlog in 1962 Philippeville genoemd. Het is gelegen in de provincie Skikda, ongeveer 500 kilometer ten oosten van de hoofdstad Algiers. De stad telde 152.335 inwoners bij de volkstelling van 1998 tegen 128.747 bij die van 1987 en 91.395 bij die van 1977.

## Geschiedenis
Skikda ligt op de ruïnes van een oude Fenicische stad die in een latere bloeiperiode bekendstond als de Romeinse stad Rusicade, een Punisch woord dat "Promontory of fire" (uitstulping van vuur) betekent. In de 5de eeuw werd de Romeinse haven vernietigd door de vandalen. In 1838 nam de Franse maarschalk Sylvain Charles Valée, het initiatief om de haven nieuw leven in te blazen, en al snel werd de nieuwe naam Philippeville. In 1883 werd de stad getroffen door een aardbeving. Na het uitroepen van de Algerijnse onafhankelijkheid in 1962 werd de naam gewijzigd in Skikda.
Een gewapende opstand in 1955 tijdens de onafhankelijkheidsoorlog veroorzaakte 123 doden, waarvan de meeste de Franse nationaliteit hadden en mensen die van collaboratie verdacht werden. De represailles door de Franse strijdkrachten zouden 12.000 Algerijnse doden veroorzaakt hebben, Franse bronnen schatten het aantal doden op 1200.

## Modern Skikda
De stad had een bevolking van 152.355 inwoners in 1998. Het stadhuis (in neo-moorse stijl) en het treinstation zijn ontworpen door Le Corbusier. De kleuren van de stadsvlag zijn blauw en wit. De huidige zip code is 21000. De inkomsten van de Gemeente van Skikda behoren bij de hoogste van Noord-Afrika. Skikda is de op twee na grootste commerciële haven in Algerije na Algiers en Oran. Er zijn vele stranden langs de mediterrane kustlijn en een kleine vissershaven in Stora. Er is ook een luchthaven.
Een uitbreiding van de haven in 1964 en de ontdekking van aardgas en aardolie in het binnenland van Algerije maakten van Skikda een aantrekkelijk vestigingsplaats voor de petrochemische industrie. In 1970 werd een pijpleiding voor aardgas in gebruik genomen die bij Skikda de kust bereikte. In de jaren zeventig werd Skikda een belangrijke exporthaven van aardolie en kreeg het een raffinaderij, een fabriek voor het maken van vloeibaar aardgas (lng) en vestigde de petrochemische industrie zich bij de haven.

### Scheepsramp
De stad kreeg op 15 februari 1989 algemene bekendheid in Nederland doordat bij de haven van Skikda de grootste Nederlandse naoorlogse scheepsramp plaatsvond, waarbij 27 van de 29 opvarenden van de chemicaliëntanker Maassluis om het leven kwamen in een zware storm waarbij de Maassluis te pletter sloeg op de kop van de pieren.

### Explosie in lng-fabriek
Begin jaren zeventig was in Skikda een lng-fabriek in gebruik genomen. De fabriek, in eigendom van de Algerijnse energiemaatschappij Sonatrach was voor het laatst gemoderniseerd in de jaren negentig. De zes productielijnen hadden een totale capaciteit van 7,7 miljoen ton lng per jaar.
Bij een onderhoudsbeurt in april 2004 was er een zware explosie. Drie van de zes productielijnen werden vernietigd en een vierde zwaar beschadigd. Bij deze explosie kwamen 26 mensen om en raakten er 74 gewond. De lng-fabriek en de nabijgelegen raffinaderij, met een capaciteit van 335.000 vaten olie per dag, werden direct gesloten. In november 2004 kwamen drie lng-productielijnen weer in gebruik. De drie vernietigde productielijnen, elk met een capaciteit van 0,85 miljoen ton, werden volledig gesloopt en in maart 2007 werd opdracht gegeven voor de bouw van één grote productielijn met een capaciteit van 4,5 miljoen ton lng per jaar. Volgens de planning zal deze in 2013 in productie komen.

## Geboren in Skikda
- Pierre Blanchar (1892-1963), Frans acteur